# Carsac-de-Gurson
Carsac-de-Gurson är en kommun i departementet Dordogne i regionen Nouvelle-Aquitaine i sydvästra Frankrike. Kommunen ligger i kantonen Villefranche-de-Lonchat som tillhör arrondissementet Bergerac. År 2022 hade Carsac-de-Gurson 212 invånare.

## Befolkningsutveckling
Antalet invånare i kommunen Carsac-de-Gurson
Referens:INSEE